# Bourg-Charente
 Bourg-Charente  es una población y comuna francesa, en la región de Poitou-Charentes, departamento de Charente, en el distrito de Cognac y cantón de Segonzac.

## Demografía
| 732 | 698 | 708 | 739 | 722 | 753 |
| Para los censos de 1962 a 1999 la población legal corresponde a la población sin duplicidades (Fuente: INSEE [Consultar]) |     |     |     |     |     |